# Алалувайт, Джаралла
Джарруллах Алалувайт (араб. جار الله العلويط‎) — командующий стратегическими ракетными силами Саудовской Аравии с 2013 года, генерал-майор.
Начиная с 2013 года его имя, звание и фотографии не секретны, а открыты для печати, так же как и информации о существовании стратегических ракетных сил как отдельного рода войск Саудовской Аравии. В частности, он лично открывал в июле 2013 года новый штаб и академию стратегических ракетных сил в Эр-Рияде, столице Саудовской Аравии.
Генерал-майор Джарралла Алалувайт по-видимому является единственным командующим стратегических ракетных сил (как отдельного рода войск) среди арабских и исламских стран. Пакистан также имеет стратегические баллистические ракеты, но они не сведены в отдельный род войск, а находятся в подчинении у пакистанской армии в виде отдельного корпуса (командование Стратегическими Силами Армии).
Пост командующего стратегическими ракетными силами становится в настоящее время всё более важным с учетом ядерной программы Саудовской Аравии, которая была ускорена с 2009 года согласно заявлениям короля Саудовской Аравии Абдуллы и принца Турки ибн Файсал Аль Сауда.